# Charles DuBois Coryell
Charles DuBois Coryell (Los Angeles, 21 febbraio 1912 – Lexington, 7 gennaio 1971) è stato un chimico statunitense, uno degli scopritori dell'elemento promezio.

## Biografia
Nacque a Los Angeles nel 1912 e conseguì nel 1935 un dottorato di ricerca presso il California Institute of Technology  come studente di Arthur A. Noyes.  Durante la fine degli anni '30 si impegnò nella ricerca sulla struttura dell'emoglobina in associazione con Linus Pauling. Insegnò anche all'UCLA prima del 1942. Quell'anno accettò un lavoro con il Progetto Manhattan, per il quale fu capo della sezione prodotti di fissione, sia all'Università di Chicago (1942-1946) che ai Clinton Laboratories (ora Oak Ridge National Laboratory) a Oak Ridge, Tennessee (1943-1946). Il suo gruppo aveva la responsabilità di caratterizzare gli isotopi radioattivi creati dalla fissione dell'uranio e di sviluppare un processo per la separazione chimica del plutonio.

### La ricerca
Nel 1945 fu membro del team dei Clinton Laboratories, con Jacob Marinsky e Lawrence E. Glendenin, che isolò l'elemento di terre rare 61, precedentemente non documentato. Marinsky e Glendenin produssero questo elemento (in seguito chiamato "promezio") sia per estrazione dai prodotti di fissione che bombardando il neodimio con neutroni. Lo isolarono usando la cromatografia a scambio ionico. La pubblicazione dei risultati fu ritardata a causa della guerra. Marinsky e Glendenin annunciarono la scoperta in una riunione dell'American Chemical Society nel settembre 1947. Su suggerimento della moglie di Coryell, la squadra chiamò il nuovo elemento in onore del mitico dio Prometeo, che rubò il fuoco agli dei e fu punito per l'atto da Zeus.  Presero anche in considerazione l'idea di chiamarlo "clintonium" per la struttura in cui era stato isolato.
Coryell fu tra gli scienziati del Progetto Manhattan che nel 1945 firmarono la petizione di Szilárd che esortava il presidente Harry S. Truman a non usare la prima bomba atomica "senza restrizioni", esortandolo invece a "descrivere e dimostrare" la sua potenza e dare al Giappone "l'opportunità di considerare le conseguenze di un ulteriore rifiuto di arrendersi".
Con Nathan Sugarman, Coryell fu co-editore di Radiochemical Studies: The Fission Projects, un volume di 336 articoli di ricerca del Progetto Manhattan.
Dopo la seconda guerra mondiale entrò a far parte del Massachusetts Institute of Technology (MIT) nel 1945 come membro della facoltà di inorganica e radiochimica. Al MIT condusse ricerche sulla struttura fine della fissione e sulla teoria del decadimento beta fino alla sua morte.

### Morte
Morì di cancro il 7 gennaio 1971 all'età di 58 anni al New England Dea Coness Hospital.

## Vita privata
Si sposò con Barbara Buchman. Due le figlie, Patricia Louise Huber e Julie Esther.

## Riconoscimenti
- 1954 - Louis Lipsky Fellowship presso il Weizmann Institute of Science di Rehovot, in Israele.[3]
- 1960 -  Glenn T. Seaborg Award dell'American Chemical Society per la chimica nucleare.[5]
- Il Charles D. Coryell Award della Division of Nuclear Chemistry and Technology dell'American Chemical Society, che viene assegnato ogni anno a studenti universitari che svolgono progetti di ricerca in aree legate al nucleare, è stato intitolato in suo onore.[6]